# Zagroda

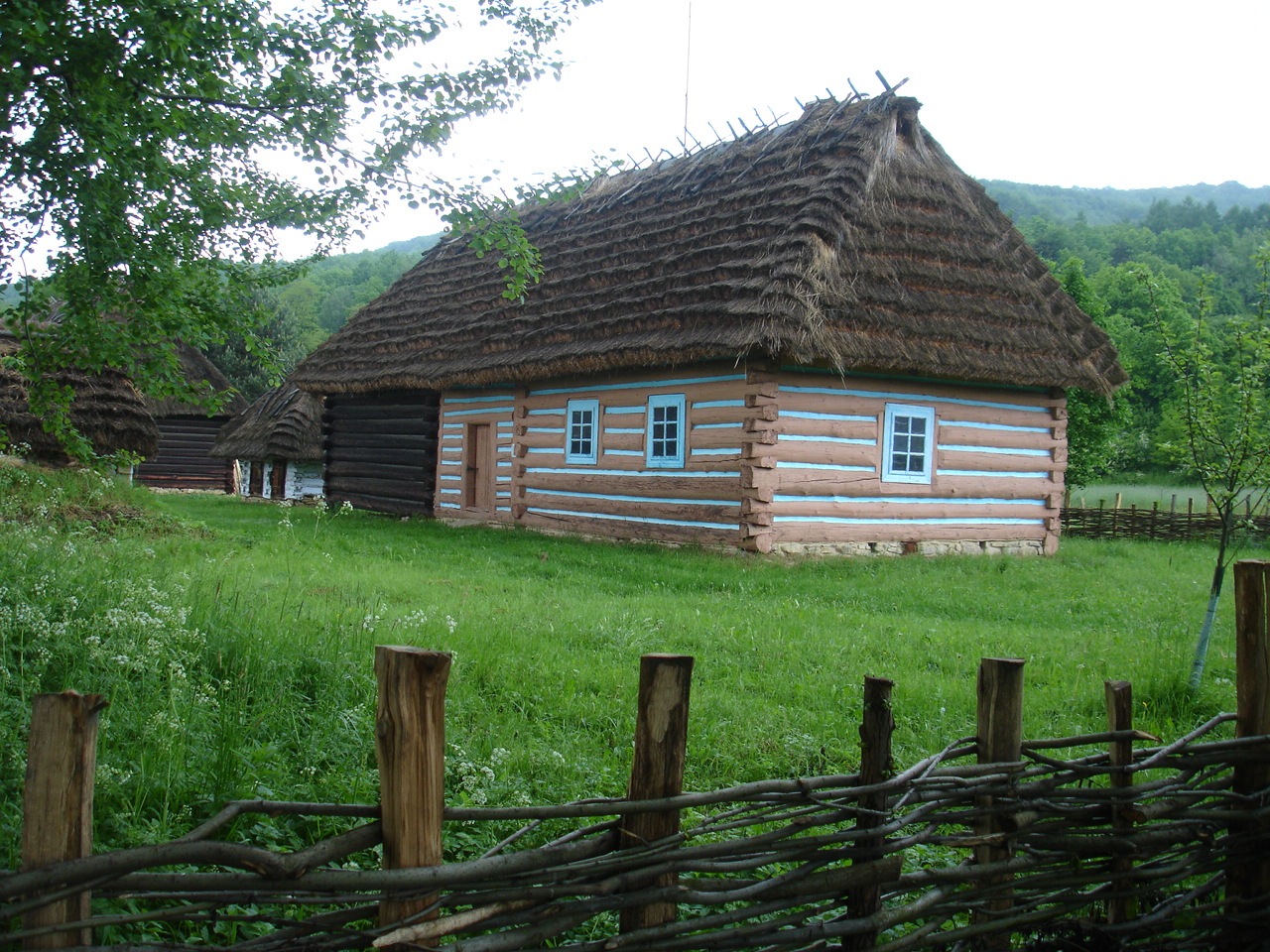
Dawna zabudowa Rożnowic (Rosenberga). Chałupa pogórzańska z roku 1858 przeniesiona do skansenu w Sanoku

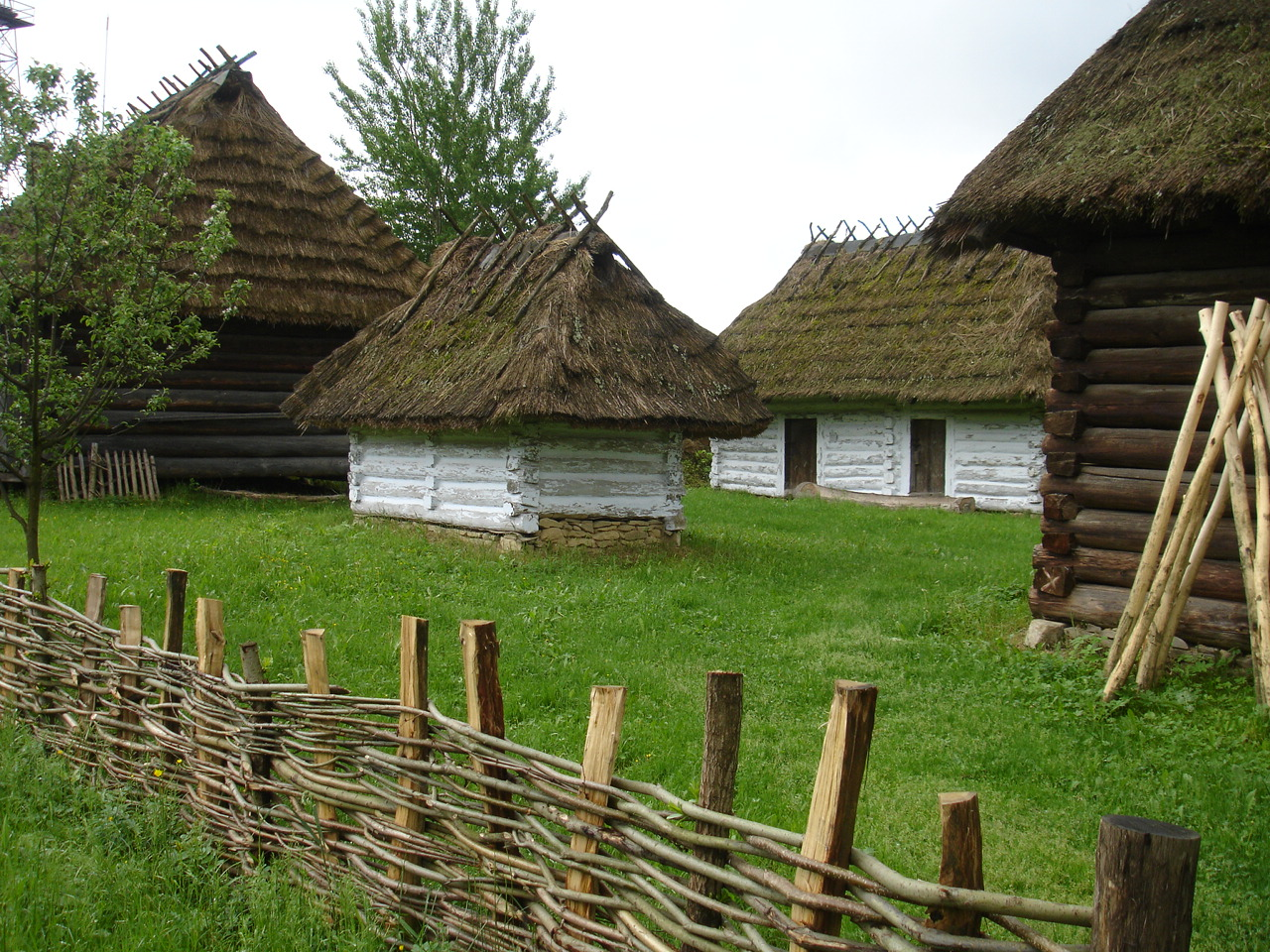
Dawne chałupy z Rożnowic (Rosenberga). Zagroda pogórzańska z roku 1858 przeniesiona do skansenu w Sanoku

Zagroda, okół, obejście – zespół budynków gospodarskich i mieszkalnych niewielkiego gospodarstwa wiejskiego wraz z podwórzem i otoczeniem.
Zagroda składa się z domu mieszkalnego (chaty) i budynków gospodarczych: (stodoły, obory, spichlerza). Zabudowania najczęściej otoczone są płotem i ustawione wokół wewnętrznego podwórza.
Typy zagród:
- otwarta – budynki nie stykają się ze sobą, są wolnostojące
- zwarta – budynki stykają się ze sobą
- zamknięta – podwórze jest ściśle otoczone budynkami lub budynkami połączonymi parkanem i bramą; np. okólnik, grażda